# Есна (Пайде)
Е́сна (ест. Esna küla) — село в Естонії, у міському самоврядуванні Пайде повіту Ярвамаа.

## Населення
Чисельність населення на 31 грудня 2011 року становила 11 осіб.

## Географія
Через населений пункт проходить автошлях 15155 (Пеетрі — Роосна-Алліку).

## Історія
З 7 травня 1992 до 25 жовтня 2017 року село входило до складу волості Роосна-Алліку.